# Kōichi Okada
Pour les articles homonymes, voir Okada.
Kōichi Okada (岡田 行一, Okada Kōichi), né en 1907 à Tokyo, est un graveur japonais.
Ses professeurs étaient Ishii Hakutei (en) et Ikuma Arishima et il faisait partie du groupe d'artistes Issuikai. Il est surtout connu pour ses gravures sur bois ayant pour motif le mont Fuji. Il existe des enregistrements de lui créant 12 gravures sur bois de motifs connus au Japon, toutes publiées par Unsodo à Kyoto. Elles sont probablement publiées pendant les années 1940-1960.

## Œuvres
- 12 célèbres vues du Japon (1907-1954)[réf. souhaitée]